# CanAm 1967
Navigation
1966 1968
La Canadian-American Challenge Cup 1967 est la deuxième saison du championnat CanAm. Les voitures appartenaient au Groupe 7 de la FIA et chaque épreuve consistait en un sprint de deux heures.

## Résultats
| no | Date         | Course                          | Lieu           | Vainqueur     | Écurie         | Pole position | Record du tour | Résumé |
| -- | ------------ | ------------------------------- | -------------- | ------------- | -------------- | ------------- | -------------- | ------ |
| 1  | 3 septembre  | Road America                    | Road America   | Denny Hulme   | McLaren Racing |               |                | Résumé |
| 2  | 17 septembre | Grand Prix de Bridgehampton     | Bridgehampton  | Denny Hulme   | McLaren Racing |               |                | Résumé |
| 3  | 23 septembre | Player's 200                    | Mont-Tremblant | Denny Hulme   | McLaren Racing |               |                | Résumé |
| 4  | 15 octobre   | Grand Prix de Monterey          | Monterey       | Bruce McLaren | McLaren Racing |               |                | Résumé |
| 5  | 29 octobre   | Grand Prix du Los Angeles Times | Riverside      | Bruce McLaren | McLaren Racing |               |                | Résumé |
| 6  | 12 novembre  | Grand Prix de Stardust          | Spring Valley  | John Surtees  | Team Surtees   |               |                | Résumé |

### Classement
| Classement | Pilote                | ROA | BRI | MOT | MON | LOA | STA | Points |
| ---------- | --------------------- | --- | --- | --- | --- | --- | --- | ------ |
| Champion   | Bruce McLaren         |     | 6   | 6   | 9   | 9   |     | 30     |
| 2e         | Denny Hulme           | 9   | 9   | 9   |     |     |     | 27     |
| 3e         | John Surtees          | 4   | 3   |     |     |     | 9   | 16     |
| 4e         | Mark Donohue          | 6   |     |     |     | 4   | 6   | 16     |
| 5e         | Jim Hall              | 3   |     |     | 6   | 6   |     | 15     |
| 6e         | Mike Spence           |     |     | 4   |     | 2   | 4   | 10     |
| 7e         | George Follmer        |     | 4   | 1   | 4   | 1   |     | 10     |
| 8e         | Bud Morley            |     |     |     | 3   |     | 2   | 5      |
| 9e         | Peter Revson          |     |     | 3   |     |     |     | 3      |
| 9e         | Parnelli Jones        |     |     |     |     | 3   |     | 3      |
| 9e         | Charlie Hayes         |     |     |     |     |     | 3   | 3      |
| 12e        | Skip Scott            | 2   |     |     |     |     |     | 2      |
| 12e        | Lothar Motschenbacher |     | 2   |     |     |     |     | 2      |
| 12e        | Chris Amon            |     |     |     | 2   |     |     | 2      |
| 15e        | Jerry Hansen          | 1   |     |     |     |     |     | 1      |
| 15e        | Chuck Parsons         |     | 1   |     |     |     |     | 1      |
| 15e        | Bill Eve              |     |     |     | 1   |     |     | 1      |
| 15e        | Rick Muther           |     |     |     |     |     | 1   | 1      |